# Pia Kjærsgaard
Pia Merete Kjærsgaard, född den 23 februari 1947 i Köpenhamn, är en dansk politiker, tidigare partiledare för Dansk Folkeparti, och var mellan 2015 och 2019 talman för Folketinget.
Pia Kjærsgaard var en av grundarna av Dansk Folkeparti, och var partiledare från grundandet 1995 till 2012. Innan dess satt hon i Folketinget 1984-1995 för det danska Fremskridtspartiet och under den tid då partiets ledare Mogens Glistrup avtjänade fängelsestraff för skattebrott verkade hon som Fremskridtspartiets ledare.

## Uppväxt
Pia Kjærsgaard växte upp i Østerbro i Köpenhamn. Efter föräldrarnas skilsmässa bodde hon först hos sin far, men flyttade senare hem till sin mor och moderns nya man. Hon gick på Gentofte Skole 1954-1963. Efter grundskolan gick hon i lära i en klänningsbutik. Hon valde dock bort detta för en tjänst som kontorslärling i ett försäkringsbolag - en tjänst som hon senare lämnade till förmån för en tjänst hos Aller Press. Enligt egen utsago uppfattade hon familjen som kärnan i samhället, men hon var till att börja med inte intresserad av politik. Pia Kjærsgaard var hemmafru, så länge hennes barn var små, men ett politiskt intresse spirade samtidigt. 1978 tog hon tillbaka sitt flicknamn och började som insändarskribent.

## Politisk karriär
År 1978 blev Pia Kjærsgaard medlem i Fremskridtspartiet, och 1979 kandiderade hon till Folketinget för Ryvangkredsen. Från 1981 kandiderade hon för Ballerup- og Gladsaxekredsene, och från 1983 dessutom för Hvidovrekredsen, samt från 1987 till 1995 för Middelfartkredsen. Vid valet 1984 blev Pia Kjærsgaard suppleant för Københavns Amtskreds. När Fremskridtspartiets dåvarande ledare Mogens Glistrup dömdes till fängelse, övertog Pia Kjærsgaard hans folketingsmandat.
Pia Kjærsgaard deltog under 1980-talet tillsammans med sin man på möten i organisationen World Anti-Communist League (WACL). Engagemanget har gett henne kontakter med Taiwan, där organisationen är grundad. Pia Kjærsgaard är medlem i Dansk-Taiwanesisk Forening (2007). Om WACL sade Kjærsgaard 1988: ”Det er en verdensomspændende organisation, der klart har til formål at bekæmpe kommunismen verden over. Dette gode formål giver jeg naturligvis min fulde støtte, og jeg havde da således lejlighed til at holde en tale under kongressen for en indbudt kreds”.  ("Det är en världsomspännande organisation, som har till klart syfte att bekämpa kommunismen över hela världen. Detta goda syfte ger jag naturligtvis mitt fulla stöd, och jag hade således orsak att hålla ett tal under kongressen för en inbjuden skara.")
Då valperioden utlöpte 8 september 1987, kandiderade Pia Kjærsgaard och valdes för Fremskridtspartiet i Fyns Amtskreds. Fremskridtspartiet gick kraftigt tillbaka vid detta val. Politiskt tillhörde Pia Kjærsgaard den så kallade ”slapperfløj”, som stod i opposition till partiets grundare, Mogens Glistrup. Pia Kjærsgaard blev vald som vice ledare och politisk talesman. Under Pia Kjærsgaard ingick Fremskridtspartiet för första och hittills enda gången i en uppgörelse om finanspolitiken 1989. Från att ha haft en liberal politik med motstånd mot inkomstskatten som huvudfråga började Fremskridtspartiet att koncentrera sig om utlänningspolitiken, och partiet blev tongivande för skärpt flyktings- och invandringspolitik i Danmark.
Stora interna konflikter splittrade till slut Fremskridtspartiet 1995, och 6 oktober 1995 lämnade Pia Kjærsgaard och tre andra folketingsmedlemmar partiet.
En kort tid senare grundade de fyra parlamentarikerna Dansk Folkeparti. Några centrala punkter i det nya partiet var utlännings- och äldrepolitiken. För att undvika konflikter infördes mer organiserad och central styrning, än det hade varit i Fremskridtspartiet.
Pia Kjærsgaard kandiderade för Dansk Folkeparti i Fyns Amtskreds och valdes för perioden 6 oktober 1995 till 11 mars 1998. Därefter kandiderade hon för Københavns Amtskreds. 1997-2000 kandiderade hon för det nya partiet i Glostrups-, Gentoftes- och Hellerups valkretsar och från 2000 för Glostrupkredsen. Vid valet 1998 fick Dansk Folkeparti 13 mandat, medan Fremskridtspartiet måste nöja sig med fyra mandat.
Pia Kjærsgaard har varit måltavla för hårda personangrepp i sin karriär, dokumenterat i boken Ondskabens ikon av Geoffrey Cain.
I början av augusti 2012 meddelade Kjærsgaard att hon inte ämnade ställa upp för omval som partiledare vid partiets stämma i september. Som hennes efterträdare utpekades Kristian Thulesen Dahl.

## Politiska uppdrag
- Medlem av Danmarks Nationalbanks representantskap 1989-1996
- Medlem av Nordiska rådet 1990-1994 och 1998-2000
- Medlem av Udenrigspolitisk Nævn från 1992
- Medlem av Udenrigsudvalget og af 21-mands-udvalget vedr. Færøerne
- Medlem av Forsvarskommissionen af 1997
- Medlem av OSCE
- Delegerad vid FN:s 49:e och 54:e generalförsamlingar i New York 1995 och 2000
- Medlem av styrelsen för Dansk-Taiwanesisk Forening
- Medlem av Udvalget vedrørende Efterretningstjenesterne
- Politisk ledare i Fremskridtspartiet 1985-1994
- Medstiftare i och partiordförande för Dansk Folkeparti från 6 oktober 1995

## Utmärkelser
Kjærsgaard har emottagit Kosanprisen från direktör Knud Tholstrup, Kosan A/S, blivit korad till Årets Politiker av Landsforeningen for Erhvervsinteresser, blivit tilldelad »Det gyldne Posthorn« från Dansk Postordreforening samt blivit tilldelad hedersmedaljen Friend of Overseas Chinese Association.
Hon är riddare av första graden av Dannebrogsorden

## Överträdande av Danmarks vapenlag
Den 8 november 2002 kände Pia Kjærsgaard sig förolämpad och hotad av en kvinna på Holbergsgade i Köpenhamn. Pia Kjærsgaard drog som följd av detta fram pepparspray och visade kvinnan. Efteråt tillkallade Pia Kjærsgaard polisen och förklarade sig skyldig överträdande av Danmarks vapenlag, och accepterade polisens undersökning.
Pia Kjærsgaard hävdar, att hon hade köpt pepparsprayen ett par år tidigare under ett besök i USA, och har haft den liggande i sin handväska sedan dess.
I mars 2003 blev hon dömd till en bot på 3 000 danska kronor för överträdande av Danmarks vapenlag. Efteråt gav Pia Kjærsgaard uttryck för att hon ansåg användandet av pepparsprayen legitimt.

## Betydelse i svensk politik
I Sverige blev Kjærsgaard mycket omtalad för en kritiserad annonsering i Dagens Nyheter inför riksdagsvalet i Sverige 2002. I ett försök att sätta fokus på svensk invandringspolitik valde Dansk Folkeparti att på en helsidesannons för 290 000 svenska kronor (2002) att tacka det svenska folket för det stöd de visat Dansk Folkeparti i brev. I annonsen publicerades utdrag ur utvalda brev vilkas autenticitet senare ifrågasatts.
I en hård ordväxling via media med Mona Sahlin (socialdemokrat) fällde Pia Kjærsgaards följande kommentarer:
| ” | Sverige hotar freden i Nordeuropa genom sin invandringspolitik | „ |

| ” | Om de [svenskarna] vill göra Stockholm, Göteborg och Malmö till Skandinaviens Beirut med klankrig, hedersmord och gruppvåldtäkter, så låt dem göra det. Vi kan alltid sätta en broklaff på Öresundsbron. | „ |

### Fotnoter
1. ↑  ”Officielt: Nu er Pia Kjærsgaard valgt til formand for Folketinget”. https://nyheder.tv2.dk/politik/2015-07-03-officielt-nu-er-pia-kjaersgaard-valgt-til-formand-for-folketinget. Läst 6 juli 2015.
2. ↑  Mette Østergaard: "Pia Kjærsgaard stopper som formand for DF" i Politiken 2012-08-07. Arkiverad 9 augusti 2012 hämtat från the Wayback Machine.
3. ↑  ”Här flyr Kjærsgaard från SD-frågor”. Expressen. https://www.expressen.se/nyheter/har-flyr-kjarsgaard-fran-sd-fragor/. Läst 10 september 2020.
4. ↑   När Var Hur 2003. DN